# 1694
Portal Geschichte | Portal Biografien | Aktuelle Ereignisse | Jahreskalender | Tagesartikel

◄ |
16. Jahrhundert |
17. Jahrhundert
| 18. Jahrhundert | ►

◄ |
1660er |
1670er |
1680er |
1690er
| 1700er | 1710er | 1720er | ►

◄◄ |
◄ |
1690 |
1691 |
1692 |
1693 |
1694
| 1695 | 1696 | 1697 | 1698 | ► | ►►
Staatsoberhäupter  · Nekrolog   · Musikjahr
| Januar | Januar | Januar | Januar | Januar | Januar | Januar | Januar |
| Kw     | Mo     | Di     | Mi     | Do     | Fr     | Sa     | So     |
| ------ | ------ | ------ | ------ | ------ | ------ | ------ | ------ |
| 53     |        |        |        |        | 1      | 2      | 3      |
| 1      | 4      | 5      | 6      | 7      | 8      | 9      | 10     |
| 2      | 11     | 12     | 13     | 14     | 15     | 16     | 17     |
| 3      | 18     | 19     | 20     | 21     | 22     | 23     | 24     |
| 4      | 25     | 26     | 27     | 28     | 29     | 30     | 31     |

| Februar | Februar | Februar | Februar | Februar | Februar | Februar | Februar |
| Kw      | Mo      | Di      | Mi      | Do      | Fr      | Sa      | So      |
| ------- | ------- | ------- | ------- | ------- | ------- | ------- | ------- |
| 5       | 1       | 2       | 3       | 4       | 5       | 6       | 7       |
| 6       | 8       | 9       | 10      | 11      | 12      | 13      | 14      |
| 7       | 15      | 16      | 17      | 18      | 19      | 20      | 21      |
| 8       | 22      | 23      | 24      | 25      | 26      | 27      | 28      |

| März | März | März | März | März | März | März | März |
| Kw   | Mo   | Di   | Mi   | Do   | Fr   | Sa   | So   |
| ---- | ---- | ---- | ---- | ---- | ---- | ---- | ---- |
| 9    | 1    | 2    | 3    | 4    | 5    | 6    | 7    |
| 10   | 8    | 9    | 10   | 11   | 12   | 13   | 14   |
| 11   | 15   | 16   | 17   | 18   | 19   | 20   | 21   |
| 12   | 22   | 23   | 24   | 25   | 26   | 27   | 28   |
| 13   | 29   | 30   | 31   |      |      |      |      |

| April | April | April | April | April | April | April | April |
| Kw    | Mo    | Di    | Mi    | Do    | Fr    | Sa    | So    |
| ----- | ----- | ----- | ----- | ----- | ----- | ----- | ----- |
| 13    |       |       |       | 1     | 2     | 3     | 4     |
| 14    | 5     | 6     | 7     | 8     | 9     | 10    | 11    |
| 15    | 12    | 13    | 14    | 15    | 16    | 17    | 18    |
| 16    | 19    | 20    | 21    | 22    | 23    | 24    | 25    |
| 17    | 26    | 27    | 28    | 29    | 30    |       |       |

| Mai | Mai | Mai | Mai | Mai | Mai | Mai | Mai |
| Kw  | Mo  | Di  | Mi  | Do  | Fr  | Sa  | So  |
| --- | --- | --- | --- | --- | --- | --- | --- |
| 17  |     |     |     |     |     | 1   | 2   |
| 18  | 3   | 4   | 5   | 6   | 7   | 8   | 9   |
| 19  | 10  | 11  | 12  | 13  | 14  | 15  | 16  |
| 20  | 17  | 18  | 19  | 20  | 21  | 22  | 23  |
| 21  | 24  | 25  | 26  | 27  | 28  | 29  | 30  |
| 22  | 31  |     |     |     |     |     |     |

| Juni | Juni | Juni | Juni | Juni | Juni | Juni | Juni |
| Kw   | Mo   | Di   | Mi   | Do   | Fr   | Sa   | So   |
| ---- | ---- | ---- | ---- | ---- | ---- | ---- | ---- |
| 22   |      | 1    | 2    | 3    | 4    | 5    | 6    |
| 23   | 7    | 8    | 9    | 10   | 11   | 12   | 13   |
| 24   | 14   | 15   | 16   | 17   | 18   | 19   | 20   |
| 25   | 21   | 22   | 23   | 24   | 25   | 26   | 27   |
| 26   | 28   | 29   | 30   |      |      |      |      |

| Juli | Juli | Juli | Juli | Juli | Juli | Juli | Juli |
| Kw   | Mo   | Di   | Mi   | Do   | Fr   | Sa   | So   |
| ---- | ---- | ---- | ---- | ---- | ---- | ---- | ---- |
| 26   |      |      |      | 1    | 2    | 3    | 4    |
| 27   | 5    | 6    | 7    | 8    | 9    | 10   | 11   |
| 28   | 12   | 13   | 14   | 15   | 16   | 17   | 18   |
| 29   | 19   | 20   | 21   | 22   | 23   | 24   | 25   |
| 30   | 26   | 27   | 28   | 29   | 30   | 31   |      |

| August | August | August | August | August | August | August | August |
| Kw     | Mo     | Di     | Mi     | Do     | Fr     | Sa     | So     |
| ------ | ------ | ------ | ------ | ------ | ------ | ------ | ------ |
| 30     |        |        |        |        |        |        | 1      |
| 31     | 2      | 3      | 4      | 5      | 6      | 7      | 8      |
| 32     | 9      | 10     | 11     | 12     | 13     | 14     | 15     |
| 33     | 16     | 17     | 18     | 19     | 20     | 21     | 22     |
| 34     | 23     | 24     | 25     | 26     | 27     | 28     | 29     |
| 35     | 30     | 31     |        |        |        |        |        |

| September | September | September | September | September | September | September | September |
| Kw        | Mo        | Di        | Mi        | Do        | Fr        | Sa        | So        |
| --------- | --------- | --------- | --------- | --------- | --------- | --------- | --------- |
| 35        |           |           | 1         | 2         | 3         | 4         | 5         |
| 36        | 6         | 7         | 8         | 9         | 10        | 11        | 12        |
| 37        | 13        | 14        | 15        | 16        | 17        | 18        | 19        |
| 38        | 20        | 21        | 22        | 23        | 24        | 25        | 26        |
| 39        | 27        | 28        | 29        | 30        |           |           |           |

| Oktober | Oktober | Oktober | Oktober | Oktober | Oktober | Oktober | Oktober |
| Kw      | Mo      | Di      | Mi      | Do      | Fr      | Sa      | So      |
| ------- | ------- | ------- | ------- | ------- | ------- | ------- | ------- |
| 39      |         |         |         |         | 1       | 2       | 3       |
| 40      | 4       | 5       | 6       | 7       | 8       | 9       | 10      |
| 41      | 11      | 12      | 13      | 14      | 15      | 16      | 17      |
| 42      | 18      | 19      | 20      | 21      | 22      | 23      | 24      |
| 43      | 25      | 26      | 27      | 28      | 29      | 30      | 31      |

| November | November | November | November | November | November | November | November |
| Kw       | Mo       | Di       | Mi       | Do       | Fr       | Sa       | So       |
| -------- | -------- | -------- | -------- | -------- | -------- | -------- | -------- |
| 44       | 1        | 2        | 3        | 4        | 5        | 6        | 7        |
| 45       | 8        | 9        | 10       | 11       | 12       | 13       | 14       |
| 46       | 15       | 16       | 17       | 18       | 19       | 20       | 21       |
| 47       | 22       | 23       | 24       | 25       | 26       | 27       | 28       |
| 48       | 29       | 30       |          |          |          |          |          |

| Dezember | Dezember | Dezember | Dezember | Dezember | Dezember | Dezember | Dezember |
| Kw       | Mo       | Di       | Mi       | Do       | Fr       | Sa       | So       |
| -------- | -------- | -------- | -------- | -------- | -------- | -------- | -------- |
| 48       |          |          | 1        | 2        | 3        | 4        | 5        |
| 49       | 6        | 7        | 8        | 9        | 10       | 11       | 12       |
| 50       | 13       | 14       | 15       | 16       | 17       | 18       | 19       |
| 51       | 20       | 21       | 22       | 23       | 24       | 25       | 26       |
| 52       | 27       | 28       | 29       | 30       | 31       |          |          |

| Januar | Januar | Januar | Januar | Januar | Januar | Januar | Januar |
| Kw     | Mo     | Di     | Mi     | Do     | Fr     | Sa     | So     |
| ------ | ------ | ------ | ------ | ------ | ------ | ------ | ------ |
| 53     |        |        |        |        | 1      | 2      | 3      |
| 1      | 4      | 5      | 6      | 7      | 8      | 9      | 10     |
| 2      | 11     | 12     | 13     | 14     | 15     | 16     | 17     |
| 3      | 18     | 19     | 20     | 21     | 22     | 23     | 24     |
| 4      | 25     | 26     | 27     | 28     | 29     | 30     | 31     |

| Februar | Februar | Februar | Februar | Februar | Februar | Februar | Februar |
| Kw      | Mo      | Di      | Mi      | Do      | Fr      | Sa      | So      |
| ------- | ------- | ------- | ------- | ------- | ------- | ------- | ------- |
| 5       | 1       | 2       | 3       | 4       | 5       | 6       | 7       |
| 6       | 8       | 9       | 10      | 11      | 12      | 13      | 14      |
| 7       | 15      | 16      | 17      | 18      | 19      | 20      | 21      |
| 8       | 22      | 23      | 24      | 25      | 26      | 27      | 28      |

| März | März | März | März | März | März | März | März |
| Kw   | Mo   | Di   | Mi   | Do   | Fr   | Sa   | So   |
| ---- | ---- | ---- | ---- | ---- | ---- | ---- | ---- |
| 9    | 1    | 2    | 3    | 4    | 5    | 6    | 7    |
| 10   | 8    | 9    | 10   | 11   | 12   | 13   | 14   |
| 11   | 15   | 16   | 17   | 18   | 19   | 20   | 21   |
| 12   | 22   | 23   | 24   | 25   | 26   | 27   | 28   |
| 13   | 29   | 30   | 31   |      |      |      |      |

| April | April | April | April | April | April | April | April |
| Kw    | Mo    | Di    | Mi    | Do    | Fr    | Sa    | So    |
| ----- | ----- | ----- | ----- | ----- | ----- | ----- | ----- |
| 13    |       |       |       | 1     | 2     | 3     | 4     |
| 14    | 5     | 6     | 7     | 8     | 9     | 10    | 11    |
| 15    | 12    | 13    | 14    | 15    | 16    | 17    | 18    |
| 16    | 19    | 20    | 21    | 22    | 23    | 24    | 25    |
| 17    | 26    | 27    | 28    | 29    | 30    |       |       |

| Mai | Mai | Mai | Mai | Mai | Mai | Mai | Mai |
| Kw  | Mo  | Di  | Mi  | Do  | Fr  | Sa  | So  |
| --- | --- | --- | --- | --- | --- | --- | --- |
| 17  |     |     |     |     |     | 1   | 2   |
| 18  | 3   | 4   | 5   | 6   | 7   | 8   | 9   |
| 19  | 10  | 11  | 12  | 13  | 14  | 15  | 16  |
| 20  | 17  | 18  | 19  | 20  | 21  | 22  | 23  |
| 21  | 24  | 25  | 26  | 27  | 28  | 29  | 30  |
| 22  | 31  |     |     |     |     |     |     |

| Juni | Juni | Juni | Juni | Juni | Juni | Juni | Juni |
| Kw   | Mo   | Di   | Mi   | Do   | Fr   | Sa   | So   |
| ---- | ---- | ---- | ---- | ---- | ---- | ---- | ---- |
| 22   |      | 1    | 2    | 3    | 4    | 5    | 6    |
| 23   | 7    | 8    | 9    | 10   | 11   | 12   | 13   |
| 24   | 14   | 15   | 16   | 17   | 18   | 19   | 20   |
| 25   | 21   | 22   | 23   | 24   | 25   | 26   | 27   |
| 26   | 28   | 29   | 30   |      |      |      |      |

| Juli | Juli | Juli | Juli | Juli | Juli | Juli | Juli |
| Kw   | Mo   | Di   | Mi   | Do   | Fr   | Sa   | So   |
| ---- | ---- | ---- | ---- | ---- | ---- | ---- | ---- |
| 26   |      |      |      | 1    | 2    | 3    | 4    |
| 27   | 5    | 6    | 7    | 8    | 9    | 10   | 11   |
| 28   | 12   | 13   | 14   | 15   | 16   | 17   | 18   |
| 29   | 19   | 20   | 21   | 22   | 23   | 24   | 25   |
| 30   | 26   | 27   | 28   | 29   | 30   | 31   |      |

| August | August | August | August | August | August | August | August |
| Kw     | Mo     | Di     | Mi     | Do     | Fr     | Sa     | So     |
| ------ | ------ | ------ | ------ | ------ | ------ | ------ | ------ |
| 30     |        |        |        |        |        |        | 1      |
| 31     | 2      | 3      | 4      | 5      | 6      | 7      | 8      |
| 32     | 9      | 10     | 11     | 12     | 13     | 14     | 15     |
| 33     | 16     | 17     | 18     | 19     | 20     | 21     | 22     |
| 34     | 23     | 24     | 25     | 26     | 27     | 28     | 29     |
| 35     | 30     | 31     |        |        |        |        |        |

| September | September | September | September | September | September | September | September |
| Kw        | Mo        | Di        | Mi        | Do        | Fr        | Sa        | So        |
| --------- | --------- | --------- | --------- | --------- | --------- | --------- | --------- |
| 35        |           |           | 1         | 2         | 3         | 4         | 5         |
| 36        | 6         | 7         | 8         | 9         | 10        | 11        | 12        |
| 37        | 13        | 14        | 15        | 16        | 17        | 18        | 19        |
| 38        | 20        | 21        | 22        | 23        | 24        | 25        | 26        |
| 39        | 27        | 28        | 29        | 30        |           |           |           |

| Oktober | Oktober | Oktober | Oktober | Oktober | Oktober | Oktober | Oktober |
| Kw      | Mo      | Di      | Mi      | Do      | Fr      | Sa      | So      |
| ------- | ------- | ------- | ------- | ------- | ------- | ------- | ------- |
| 39      |         |         |         |         | 1       | 2       | 3       |
| 40      | 4       | 5       | 6       | 7       | 8       | 9       | 10      |
| 41      | 11      | 12      | 13      | 14      | 15      | 16      | 17      |
| 42      | 18      | 19      | 20      | 21      | 22      | 23      | 24      |
| 43      | 25      | 26      | 27      | 28      | 29      | 30      | 31      |

| November | November | November | November | November | November | November | November |
| Kw       | Mo       | Di       | Mi       | Do       | Fr       | Sa       | So       |
| -------- | -------- | -------- | -------- | -------- | -------- | -------- | -------- |
| 44       | 1        | 2        | 3        | 4        | 5        | 6        | 7        |
| 45       | 8        | 9        | 10       | 11       | 12       | 13       | 14       |
| 46       | 15       | 16       | 17       | 18       | 19       | 20       | 21       |
| 47       | 22       | 23       | 24       | 25       | 26       | 27       | 28       |
| 48       | 29       | 30       |          |          |          |          |          |

| Dezember | Dezember | Dezember | Dezember | Dezember | Dezember | Dezember | Dezember |
| Kw       | Mo       | Di       | Mi       | Do       | Fr       | Sa       | So       |
| -------- | -------- | -------- | -------- | -------- | -------- | -------- | -------- |
| 48       |          |          | 1        | 2        | 3        | 4        | 5        |
| 49       | 6        | 7        | 8        | 9        | 10       | 11       | 12       |
| 50       | 13       | 14       | 15       | 16       | 17       | 18       | 19       |
| 51       | 20       | 21       | 22       | 23       | 24       | 25       | 26       |
| 52       | 27       | 28       | 29       | 30       | 31       |          |          |

## Ereignisse

### Politik und Weltgeschehen

#### Pfälzischer Erbfolgekrieg
- 27. Mai: In der Schlacht von Torroella an den Ufern des Ter nahe der Stadt Girona in Katalonien besiegt das französische Expeditionskorps unter dem Befehl von Anne-Jules de Noailles im Pfälzischen Erbfolgekrieg spanische Truppen unter Juan Manuel Fernández Pacheco.
- 18. Juni: Schlacht von Camaret
- 29. Juni: Seeschlacht von Texel
- Die Stadt Dieppe wird durch das Bombardement einer niederländisch-englischen Flotte unter Admiral John Berkeley, der die Stellungen der im Ärmelkanal operierenden französischen Korsaren vernichten will, vollständig zerstört.

#### Heiliges Römisches Reich
- 27. April: Nach knapp dreijähriger Regierung stirbt Kurfürst Johann Georg IV. von Sachsen. Sein Bruder August der Starke wird neuer Kurfürst.

Philipp Christoph von Königsmarck

- 12. Juli: Der hannoversche Offizier und Hofkavalier Philipp Christoph von Königsmarck verschwindet auf mysteriöse Art und Weise am Hof von Hannover. Wahrscheinlich wurde er ermordet.
- Im Alter von nur 40 Jahren stirbt am 20. Oktober Christian II., zweiter Herzog des Sekundogeniturfürstentums Sachsen-Merseburg. Nachfolger wird sein minderjähriger Sohn Christian III. Moritz, der unter der Regentschaft seines Onkels August des Starken von Sachsen steht. Die tatsächliche Vormundschaft wird aber von seiner Mutter Erdmuthe Dorothea ausgeübt. Als der junge Herzog bereits am 14. November verstirbt, besteigt sein jüngerer Bruder Moritz Wilhelm unter den gleichen vormundschaftlichen Voraussetzungen den merseburgischen Thron.
- Lothar Franz von Schönborn wird Erzbischof von Mainz und damit gleichzeitig Kurfürst.

#### Großer Türkenkrieg
- Juni: Im Gefecht bei Hodów in der heutigen Ukraine während des Großen Türkenkriegs siegt Polen-Litauen über Truppen der Krimtataren.

#### Weitere Ereignisse in Europa
- 28. Dezember: Mit dem Tod der 32-jährigen Königin Maria II. wird ihr Gatte Wilhelm von Oranien alleiniger Herrscher von England, Schottland und Irland.
- Im Triennial Act wird die Funktionsperiode des englischen Parlaments auf drei Jahre beschränkt.

#### Asien
- 29. Juli: Nach dem Tod von Safi II. wird sein Sohn Sultan Hosein Schah der Safawiden in Persien.

### Wirtschaft
- 27. Juli: In London wird auf Vorschlag von William Paterson unter Beteiligung von Finanzminister Charles Montagu, 1. Earl of Halifax, die Bank of England gegründet.

### Wissenschaft und Technik
- Kurfürst Friedrich III., der spätere preußische König Friedrich I., gründet in Halle eine Universität, für die sich der Name Academia Fridericiana einbürgert. Die Universität, ein Zentrum der frühen Aufklärung, entwickelt sich bald zur Reformuniversität und zu einer der meistbesuchten Hochschulen Deutschlands.

### Kultur
- 25. Januar: Die Uraufführung der Oper Xerse von Giovanni Bononcini findet im Tordinona in Rom statt.
- 12. Oktober: Der Grundstein für ein neues Zürcher Rathaus in der Limmat wird gelegt.
- In dem Spielebuch De ludis orientalibus erwähnt Thomas Hyde erstmals das Gesellschaftsspiel Pachisi.

### Katastrophen
- 1. März: Bei einem schweren Sturm sinken vor Gibraltar sieben englische Kriegsschiffe eines Flottenverbands unter Konteradmiral Sir Francis Wheeler, darunter das Flaggschiff Sussex (80 Kanonen), das vermutlich eine geheime Fracht von zehn Tonnen Gold oder 100 Tonnen Silber transportiert, sowie zwei weitere Linienschiffe (Cambridge, 70 Kanonen, und Lumley Castle, 56 Kanonen). Zu den 823 Opfern der Katastrophe gehört auch Konteradmiral Wheeler.

## Historische Karten und Ansichten

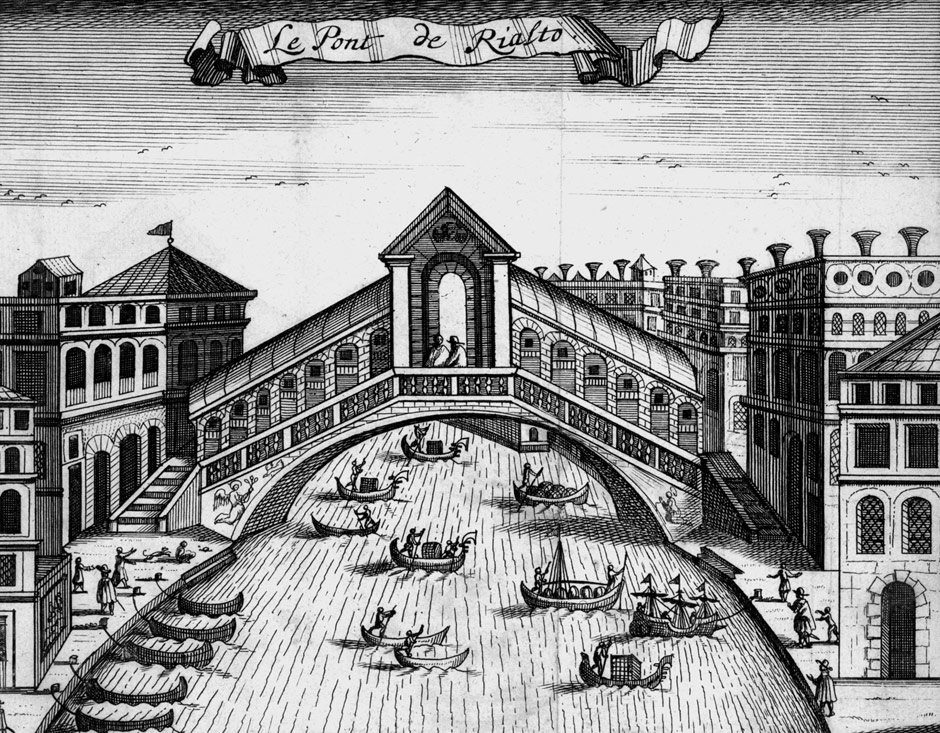
Venedig, Rialtobrücke 1694

## Geboren

### Geburtsdatum gesichert
- 02. Februar: Hieronymus II. Held, Abt des Zisterzienserklosters in Ebrach († 1773)
- 04. Februar: Georg Gottlob Richter, deutscher Mediziner († 1773)
- 22. Februar: Christoph von Steiger, Schultheiss von Bern († 1765)
- 24. Februar: Bartolomeo Altomonte, polnisch-österreichischer Maler († 1783)
- 26. Februar: Karl Gottlob Sperbach, deutscher Philologe († 1772)
- 06. März: Antal Grassalkovich I., ungarischer Graf und Präsident der Ungarischen Hofkammer († 1771)
- 25. April: Richard Boyle, 3. Earl of Burlington, britischer Adeliger, Architekt und Gartendesigner († 1753)
- 30. April: William Pitkin, britischer Politiker und Gouverneur der Colony of Connecticut († 1769)
- 11. Mai: Hieronymus Florentinus Quehl, deutscher Komponist und Organist († 1739)
- 14. Mai: Engelbert von Syrgenstein, Fürstabt von Kempten († 1760)
- 16. Mai: Johann Michael Zink, deutscher Maler und Musiker († 1765)
- 22. Mai: Daniel Gran, österreichischer Barockmaler († 1757)
- 04. Juni: François Quesnay, französischer Arzt und Ökonom († 1774)
- 27. Juni: Johann Hildebrand Withof, Professor für Beredsamkeit und Geschichte in Duisburg († 1769)
- 04. Juli: Claudio Francesco Beaumont, italienischer Maler und Zeichner († 1766)
- 04. Juli: Louis-Claude Daquin, französischer Komponist († 1772)
- 11. Juli: Charles-Antoine Coypel, französischer Historienmaler und Dramatiker († 1752)
- 15. Juli: Johann Friedrich Nolte, deutscher Pädagoge und Philologe († 1754)
- 20. Juli: Christian Gottlieb Jöcher, deutscher Historiker, Bibliothekar und Lexikograf († 1758)
- 04. August: Dominikus Hermengild Herberger, deutscher Bildhauer († 1760)
- 05. August: Leonardo Leo, italienischer Komponist († 1744)
- 08. August: Francis Hutcheson, irischer Philosoph und Ökonom († 1746)
- 11. August: Giorgio Baffo, italienischer Jurist und Dichter († 1768)
- 20. August: Christiane Charlotte von Württemberg-Winnental, Markgräfin und Regentin des Fürstentums Ansbach († 1729)
- 20. August: Johann Georg Geret, deutscher evangelischer Theologe und Pädagoge († 1761)
- 25. August: Theodor von Neuhoff, deutscher Abenteurer und der erste und einzige König von Korsika († 1756)
- 05. September: František Vaclav Míča, tschechischer Komponist († 1744)
- 13. September: Yeongjo, König des koreanischen Königreiches Joseon († 1776)
- 25. September: Henry Pelham, Premierminister von Großbritannien († 1754)
- 18. Oktober: René Louis d’Argenson, französischer Adeliger und Minister († 1757)
- 26. Oktober: Johan Helmich Roman, schwedischer Komponist († 1758)
- 02. November: Joseph Karl von Pfalz-Sulzbach, Erbprinz von Sulzbach und der Kurpfalz († 1729)
- 05. November: Ricardo Wall, irischstämmiger Offizier, Diplomat und Politiker in spanischen Diensten († 1777)
- 10. November: Giovanni Battista Passeri, italienischer Archäologe († 1780)

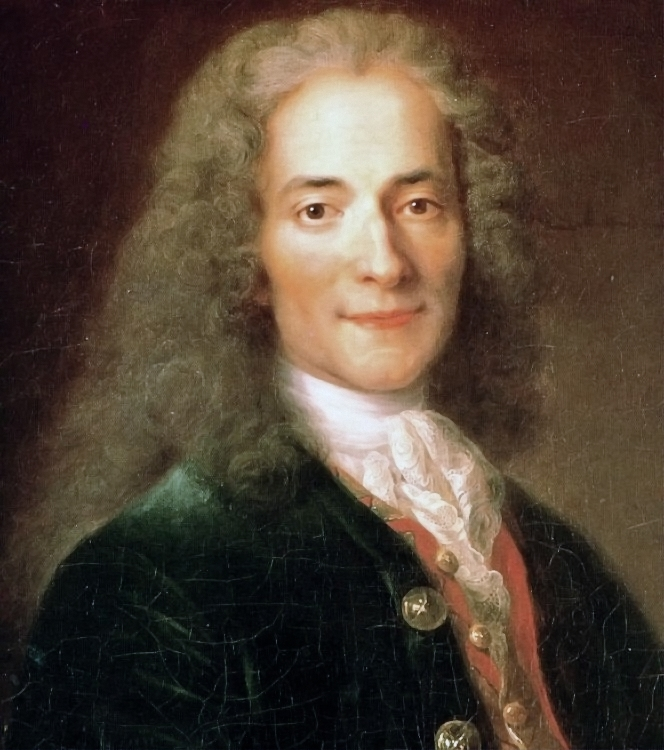
Voltaire, Porträt von Nicolas de Largillière

- 21. November: François Marie Arouet, besser bekannt als Voltaire, französischer Schriftsteller und Philosoph der Aufklärung († 1778)
- 23. November: Georg Litzel, deutscher Pastor, Professor in Jena, Kirchenliedforscher und Sprachgelehrter († 1761)
- 29. November: Leopold, Fürst von Anhalt-Köthen, Förderer von Johann Sebastian Bach († 1728)
- 02. Dezember: William Shirley, britischer Kolonialgouverneur in Nordamerika († 1771)
- 11. Dezember: Johan III. de Witt, niederländischer Patrizier, Präsident der Rechenkammer der österreichischen Niederlande († 1751)
- 21. Dezember: Ernst Gottlieb von Attems, Bischof von Laibach († 1757)
- 22. Dezember: Hermann Samuel Reimarus, Gymnasialprofessor und Wegbereiter der wissenschaftlichen Bibelkritik († 1768)
- 24. Dezember: Christfried Kirch, deutscher Astronom und Kalendermacher († 1740)

### Genaues Geburtsdatum unbekannt
- Wulff von Ahlefeldt, Gutsherr des Gutes Deutsch-Lindau
- Charlotte Aïssé, französische Literatin († 1733)

## Gestorben

### Erstes Halbjahr
- 06. Januar: Francesco Morosini, 108. Doge von Venedig (* 1619)
- 17. Januar: Père Anselme de la Vierge Marie, französischer Historiker, Genealoge und Heraldiker  (* 1625)
- 04. Februar: Jean Louis d’Orléans-Longueville, Herzog von Longueville (* 1646)
- 04. Februar: Natalja Kirillowna Naryschkina, tatarische Adelige, zweite Gattin von Zar Alexei I. von Russland (* 1651)
- 05. Februar: Leopold Wilhelm von Königsegg-Rothenfels, Reichsvizekanzler des Heiligen Römischen Reiches (* 1630)
- 17. Februar: Antoinette Deshoulières, französische Dichterin und Philosophin (* 1638)
- 05. März: Vittoria della Rovere, Großherzogin von Toskana (* 1622)
- 09. März: Caspar Sagittarius, deutscher Historiker und Hochschullehrer (* 1643)
- 11. März: Jean-Nicolas Geoffroy, französischer Cembalist, Organist und Komponist (* 1633)
- 04. April: Magdalena Sibylla von Neitschütz, Mätresse des sächsischen Kurfürsten Johann Georg IV., Reichsgräfin von Rochlitz (* 1675)
- 10. April: Catharina Regina von Greiffenberg, deutsche protestantische Mystikerin und geistliche Lyrikerin (* 1633)
- 18. April: William Douglas-Hamilton, Duke of Hamilton, schottischer Adliger (* 1634)
- 20. April: Johann Balthasar Lauterbach, deutscher Mathematiker, Architekt und herzoglich-braunschweigischer Landbaumeister (* 1663)
- 27. April: Johann Georg IV., Kurfürst von Sachsen aus der albertinischen Linie des Hauses Wettin (* 1668)
- 04. Mai: Ludwig Anton von Pfalz-Neuburg, Bischof von Worms (* 1660)
- 11. Mai: Elisabeth Lemmerhirt, Mutter von Johann Sebastian Bach (* 1644)
- 15. Mai: Jacob Beutel, Kreuzkantor von 1654 bis 1694 (* 1624)
- 17. Mai: Johann Michael Bach, deutscher Komponist (* 1648)
- 24. Mai: Anthony Cary, 5. Viscount Falkland, britischer Politiker (* 1656)
- 03. Juni: Johann Friedrich von Waldstein, Bischof von Königgrätz und Erzbischof von Prag (* 1642)

### Zweites Halbjahr
- 05. Juli: Sebastian Achamer, österreichischer Orgelbauer (* 1623)
- 11. Juli: Philipp Christoph von Königsmarck, hannoverscher Offizier und Hofkavalier (* 1665)
- 29. Juli: Safi II., Schah von Persien (* 1647)
- 05. August: Hans von Assig, deutscher Dichterjurist (* 1650)
- 07. August: August Friedrich Mockel, Bürgermeister von Heilbronn (* 1628)
- 08. August: Antoine Arnauld, französischer Philosoph, Linguist, Theologe, Logiker und Mathematiker (* 1612)
- 13. August: Christian Donati, deutscher Logiker (* 1640)
- 22. August: Maria Sofia De la Gardie, schwedische Gräfin, Hofdame, Bankier und Unternehmerin (* 1627)
- 28. August: Georg Heß, deutscher Pädagoge (* 1613)

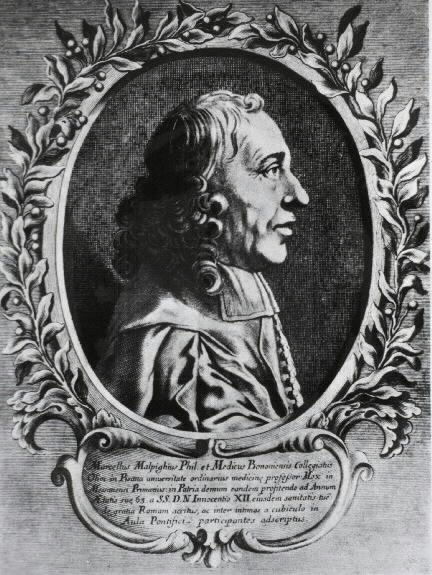
Marcello Malpighi

- 09. Oktober: Christian Vitzthum von Eckstädt, kursächsischer Beamter
- 13. Oktober: Johann Christoph Pezel, deutscher Stadtpfeifer und Komponist (* 1639)
- 20. Oktober: Christian II., Herzog von Sachsen-Merseburg (* 1653)
- 26. Oktober: Samuel von Pufendorf, deutscher Naturrechtsphilosoph und Historiker (* 1632)
- 14. November: Christian III. Moritz, Herzog von Sachsen-Merseburg (* 1680)
- 16. November: Thomas Smith, englischer Pflanzer, Kaufmann, Arzt und Kolonialpolitiker (* 1648)
- 23. November: Jean Talon, französischer Kolonialbeamter, Intendant des Hennegaus und von Neufrankreich (* 1625)
- 28. November: Matsuo Bashō, japanischer Dichter, gilt als der herausragende Schreiber und Begründer japanischer Haiku (* 1644)
- 29. November: Marcello Malpighi, italienischer Anatom und Physiologe (* 1628)
- 01. Dezember: Louis Parrocel, französischer Maler (* 1634)
- 02. Dezember: Adalbert Guggomos, Benediktiner und Abt der Abtei Niederaltaich (* 1641)
- 02. Dezember: Pierre Puget, französischer Maler und Bildhauer (* 1620)
- 11. Dezember: Ranuccio II. Farnese, Sohn von Herzog Odoardo I. Farnese von Parma und Piacenza (* 1630)
- 28. Dezember: Maria II., Königin von England, Schottland und Irland (* 1662)

### Genaues Todesdatum unbekannt
- Charles Beaubrun, französischer Maler (* 1604)
- Niyazi Misri, islamischer Mystiker (* 1617 oder 1618)
- Henry Neville, englischer Autor und Satiriker (* 1620)